# Ката Мисиркова-Руменова
Ка́та Миси́ркова-Руме́нова (мак. Ката Мисиркова-Руменова; 14 вересня 1930, Пела / Постол, Егейська Македонія, Греція — 22 листопада 2012, м. Скоп'є, Північна Македонія) — македонська письменниця, поетка і драматургиня; жила і працювала у Скоп'є.

## Життєпис
Ката Мисиркова-Руменова народилась 14 вересня 1930 року в місті Постолі (Пела) в Егейській Македонії, Греція. Вона — онука відомого македонського революціонера Красте Місіркова.
Член Спілки письменників Македонії починаючи з 1966 року.
Ката Мисиркова-Руменова працювала бібліотекаркою.
Померла 22 листопада 2012 року в столиці незалежної Македонії місті Скоп'є у 82-річному віці.

## Творчість і визнання
Ката Мисиркова-Руменова писала твори для дорослих, а також дітей і юнацтва.
Бібліографія:
- Го љубам својот град (роман для дітей, 1964);
- Детството на Мисирков (роман для дітей, 1965);
- Скршени вејки (драма, 1965);
- Песна за огновите (оповідання, 1966);
- Жешка земја (роман, 1968);
- Добрите момчиња од земјата вардарска (роман, 1969);
- Корнење (роман, 1972);
- Вид и објектот (роман, 1975);
- Кресненското востание (драма, 1976);
- Илинденски раскази (оповідання для дітей, 1978);
- Ликот на Карастоилов (повість, 1978);
- Ноќ во осаменоста (поезія, 1979);
- Јужен ветар (драма, 1979);
- Неосудени (драма, 1980);
- Жежок пат (роман, 1981);
- Милосија (роман за деца, 1982)
- Довик (роман, 1983)
- Мирка Гинова (драма, 1985);
- Султана (роман, 1987);
- Жеголец во срцето (роман, 1987);
- Скалила (роман для дітей, 1987);
- Неоджилени (оповідання, 1988);
- Сонот на будната птица (роман для дітей, 1988);
- Мајка Которичанка (оповідання, 1988);
- Патилата на Милосија (роман для дітей, 1989);
- Во смрт од љубов (роман, 1990);
- Скаменета солза (поезія, 1990);
- Топлата прегратка на Гоцевата мајка (оповідання для дітей, 1990);
- Ѕидовите од Пела (роман для дітей, 1991);
- Катарни години (роман, 1992);
- Вознесот на Милосија (роман для дітей);
- Ѕидови од пајажина (роман, 1993);
- Водоскоци (роман для дітей, 1994);
- Писмата до Соња (оповідання для дітей, 1994);
- Стапалки по жолти лисја (роман, 1995);
- Плач пред ѕидот (поезія, 1996);
- Големите атови (роман, 1997);
- Македонките во Пекинг (монографія, 1997);
- Авантурите на Ѓурѓа (роман для дітей, 1997);
- Белегзија (поема, 1998);
- Воскрес на душата (поезія);
- Зунка (драма, 1998);
- Ќе ме убие капката Стефи (поезія, 1998);
- Виорот на болката (поезія, 1999);
- Пранги (роман, 2000);
- Пред лицето — Ченто (поезія, 2000);
- Пранги (роман, 2000).

ТБ-драми:
- Крепост;
- Одлука;
- Средба;
- Вознес на душата.

Монодрами:
- Мајка Которичанка;
- Малина Поп Иванова;
- Гоце Делчев;
- Султана.

Загалом написала понад 60 радіо-п'єс для дорослих та дітей. Деякі п'єси К. Мисиркової відзначені преміями на конкурсах.
Українською мовою оповідання Кати Мисиркової-Руменової «Вогні» і «Біографія» переклав Андрій Лисенко (увійшли до збірки «Македонська новела», яка вийшла 1972 року в серії «Зарубіжна новела» і за яку перекладач отримав міжнародну премію «Золоте перо»).